# Documentos Electrónicos Oficiales por Internet
DDOI (Documentos Electrónicos Oficiales por Internet) es un documento XML que cumple con la especificación proporcionada por la empresa Intelligent TIC, la cual permite generar un documento con características de seguridad que bajo ninguna circunstancia podrá ser falsificado, alterado o comprometido en su integridad, y siempre mantendrá su veracidad.

## Características de los documentos DDOI
- Los DDOI son documentos que siempre van acompañados por cuatro archivos: XML, PDF, Json y TXT cadena original.
- Siempre cumplen con un proceso de timbrado que permite que, una vez generado, el XML sea enviado a varios servidores distribuidos que generan conjuntamente complementos XML que serán integrados al archivo final, de tal forma que este documento no pueda ser alterado una vez timbrado.
- El timbrado de los DDOI se realizará mediante el WebService  ya establecido por Inteligent TIC, este protocolo de timbrado se encuentra bajo derechos de autoría.
- El proceso de timbrado utiliza CSD emitidos por el SAT para la validación de la cadena original y un algoritmo de firma digital  con SHA256 con RSA.
- El proceso de timbrado implica que varios servidores tomen los archivos XML, JSON y TXT cadena original previamente generado, y en conjunto con CSD y llave privada encriptada generen un complemento al XML que cumpla con todas la características de seguridad necesaria para DDOI.
- Los servidores de Timbrado DDOI pueden utilizar 1 o varios CSD para el proceso, adicionalmente guardan la información del complemento generada para que en momentos posteriores pueda realizarse la validación de los documentos DDOI.
- Los servidores de Timbrado DDOI generan un UUID bajo el estándar RFC 4122.
- La validación de los documentos DDOI requerirá que los servidores que generaron el archivo se validen entre sí mismos para determinar la autenticidad.
- Los servidores DDOI trabajan de manera distribuida y sincronizada para la generación de los resultados.
- En el proceso de Timbrado generar un QR como una entrada a la validación de la autenticidad de los DDOI y una huella digital de los documentos generados.
- La estructura para el XML tiene que seguir la "Definición de Esquema XML" ó "XML Schema Definition" (XSD por sus siglas en inglés): este XSD es utilizado para expresar una serie de reglas a las que un documento XML debe ajustarse para ser considerado como "válido", de acuerdo a ese esquema.
- La representación impresa de los DDO debe incluir el código de barras bidimensional conforme al formato QR Code (Quick Response Code),bajo el estándar ISO/IEC18004.

Los procesos de los servidores DDOI actualmente están en fase de patente, por lo que permanecerán sin documentación hasta tener autoría.
- Datos: Q56378016